# Polyphylla maroccana
Polyphylla maroccana är en skalbaggsart som beskrevs av Henri de Peyerimhoff 1925. Polyphylla maroccana ingår i släktet Polyphylla och familjen Melolonthidae. Utöver nominatformen finns också underarten P. m. descarpentriesi.